# تلفزة لبنان
تعتبر شركات التلفزة اللبنانية من رواد التلفزة في العالم العربي. ابتدأت عام 1959 بشركتي تلفزيون وأصبحت الآن عشرة محطات أرضية وسبعة محطات فضائية تجذب مشاهدين من كل البلاد العربية.
وكان الإنتاج التلفزيوني اللبناني السباق في إنتاج الدراما العربية التي انتشرت في العالم العربي والشرق الأوسط قبل الحرب الأهلية إلا أن إنتاجيتها انخفضت مع بداية الحرب. والآن، يشتهر التلفزيون اللبناني بالبرامج الاستعراضية والألعاب الفنية مثل سوبر ستار وبرامج الواقعية مثل ستار أكاديمي الذين يجذبان ويتفاعلان مع مشاهدين من كل العالم العربي. بالإضافة إلى البرامج الثقافية والتي تعتني بأسلوب حياة يميل أحيانا إلى الغرب ما يعكس المجتمع اللبناني. ومن أشهر محطات التلفزة اللبنانية هي تلفزيون المستقبل (Future TV) وألـ أل بي سي (LBCI) وألـ أم تي في (MTV).

## تاريخ التلفزة اللبنانية

### شركة التلفزيون اللبنانية
تعتبر شركة تلفزيون لبنان من أول شركات التلفزة في الشرق الأوسط. لتبُث بلغتين: اللغة العربية فيما عرف «بالقناة 7» وباللغة الفرنسية فيما سمي بـ«القناة 9» بمشاركة شركة أر تي أف الفرنسية.

### شركة تلفزيون لبنان والمشرق
شيد مبنى شركة تلفزيون لبنان والمشرق عام 1961 في منطقة الحازمية من ضواحي بيروت. كانت تعرف بـ«القناة 11» وتبث باللغة العربية وكان معظم مساهميه من الفرنسيين.

### تلفزيون لبنان الرسمي
بسبب ضيق السوق الاعلانيه، دمجت الشركتين في العام 1974 نشرة أخبارهما، ثم تم الدمج نهائياً بينهما في العام 1977م وسميت الشركة الجديدة «تلفزيون لبنان».

### نشوء تلفزيونات أخرى
وفي العام 1982 وخلال الاجتياح الإسرائيلي بداء بث تلفزيون لبنان العربي كأول مرناة غير شرعي لكن بثه كان محدوداً في التغطية الجغرافية، كما إنه لم يعمر طويلاً.
وفي العام 1985 انطلقت المؤسسة اللبنانية للإرسال - LBC التي انشأتها القوات اللبنانية، ثم بدأ بعدها ظهور محطات أخرى فأنشئت محطة المشرق في الجهة المقابلة باشراف من النائب زاهر الخطيب لكنها لم تستطع الاستمرار طويلاً. وألغى قانون الإعلام عام 1994 محطات عدة مثل الـ ICN والتلفزيون الجديد والـ CVN ومحطات أخرى، وسمح ببث محطات جديدة مثل تلفزيون المستقبل وتلفزيون المر MTV وتلفزيون الشبكة الوطنية للإرسال NBN بعدما جرد القانون تلفزيون لبنان من حقه الحصري معوضاً عليه بالمقابل بإعفائه من الرسوم حتى سنة 2012. لكن ملحقاً آخر صدر في عهد حكومة الرئيس سليم الحص منح الرخصة لمحطات جديدة منها تلفزيون الجديد NewTV.
وأغلب محطات التلفزة اللبنانية تمثل تيارات سياسية أو طائفية.

### الشركات الحالية
شركات التلفزة الحالية التي تبث من لبنان هي:
- تلفزيون لبنان - Télé-Liban: وهي المحطة الرسمية التابعة للحكومة اللبنانية. أسست بالشراكة مع شركة طومسون الفرنسية المنتجة للتلفزيونات. وبمساعدة دوري شمعون استحصلوا على رخصة للبث عام 1957. وأنشاؤا المبنى في بيروت. وكانت تبُث بلغتين: اللغة العربية فيما عرف «بالقناة 7» وباللغة الفرنسية فيما سمي بـ ألـ Télé-neuf «القناة 9» بمشاركة شركة أو أر تي أف الفرنسية.[1]
- أل بي سي - LBCI: تقدم برامج منوعات، وتواجه الآن صراع قانوني حول ملكيتها بين رئيس مجلس إدارتها |بيار الظاهر وبين القوات اللبنانية التي قامت بتأسيسها، ويتبع للقناة قناة فضائية اسمها الفضائية اللبنانية وهي قناة شاملة تابعة المؤسسة لكن مملكيتها كانت تعود، بسبب اتفاق بين الوليد بن طلال وبيار الظاهر، بين عامي 2000 و2015 تعود بنسبة 49% للأمير الوليد بن طلال آل سعود والباقي للمؤسسة أما بعد آب 2015 فتم تحرير المحطة كليا من ملكية الأمير.
- أم تي في - MTV Liban: وهي ملك للنائب السابق غابرييل المرّ شقيق النائب ميشال المرّ، وقد أقفلت القناة، بسبب نضالها ضد الوجود العسكري السوري في لبنان، منذ عام 2001 إلى أن أعيد افتتاحها في أبريل 2009، وهي قناة شاملة وأغلب ما تقدمه تركز به على المجتمع والثقافة اللبنانية.
- تلفزيون الـ أو تي في - OTV: محطة تابعة للتيار الوطني الحر، إلا أن أسهمها يمتلكها الناس بشكل عام إلا أن سياستها تميل إلى التيار الوطني الحر، وهي قناة شاملة تقدم البرامج المنوعة والثقافية والسياسية والمسلسلات، إلا إنها تركز بشكل كبير على الأعمال اللبنانية.
- تلفزيون المستقبل: أغلب أسهم التلفزيون مملوك لعائلة رئيس الوزراء الأسبق رفيق الحريري ومقربين منه، وهي قناة شاملة تقدم من خلال شبكة برامجها البرامج المنوعة والثقافية والاجتماعية، وتتبع القناة محطه إخباريه مخصصة للبرامج السياسية والأخبار تحمل اسم أخبار المستقبل.
- Télé Lumière أو تيلي لوميار: تلفزيون رسالته مسيحية لبنانية. نورسات ليس تلفزيوناً سياسياً ولا تجارياً ولا حزبياً. بل مؤسسة لا تبغي الربح لا يبغي الترويج لأي معتقد أو توجه أو زعامة سياسية. لا يعمل لكسب مادي. يشرف على التلفزيون مجلس البطاركة والأساقفة الكاثوليك في لبنان ويديره مجلس يضم مسؤولين دينيين من مختلف الطوائف المسيحية، إلى جانب علمانيين مندفعين وينظم العلاقة بين السلطة الكنسية والتلفزيون «بروتوكول تعاون». تعتبر السلطات الرسمية تيلي لوميار ونورسات، عبر مجلس البطاركة والأساقفة الكاثوليك في لبنان، تلفزيوناً مسيحياً يحتفظ بالإستقلالية المالية والإدارية وبحريّة البرمجة والبثّ ولا رقابة عليه الاّ من السلطات الكنسية.
- الشبكة الوطنية للإرسال (NBN): وهي محطة تابعة لحركة أمل (أفواج المقاومة اللبنانية) التي يرأسها رئيس مجلس النواب نبيه بري، وتمثل توجهها السياسي، وهي تقدم برامج سياسة وثقافية وبعضاً من المنوعات.
- قناة الجديد: وهي ملك لتحسين خياط، وهي قناة شاملة تقدم المنوعات والبرامج الثقافية والسياسية والمسلسلات، ودوماً ما تتخذ سياستها خط معارض للحكومة
- تلفزيون المنار: محطة تابعة لحزب الله وتمثل توجهه السياسي بشكل كامل.

## البرامج التلفزيونية اللبنانية
وكان الإنتاج التلفزيوني اللبناني السباق في إنتاج الدراما العربية التي انتشرت في العالم العربي قبل الحرب الأهلية لا أن إنتاجيتها انخفضت مع بداية الحرب.
اما المسلسلات التي قدمت على شاشات المرناة اللبنانية ثم انتقلت إلى الشاشات العربية فهي لا تعد ولا تحصى. منها «المشوار الطويل» و«ألو حياتي» و«النهر» و«عازف الليل» و«غوار» وغيرها. كذلك المسلسلات البدوية مثل «فارس ونجود» و«فارس بني عياد» و«النهر»، و«ديالا». والعديد من البرامج التاريخية مثل «العقد الفريد» و«البخلاء» وبرامج المنوعات مثل «بيروت في الليل» و«استديو الفن» و«القلعة».
وصنعت مراني لبنان نجوما كبارا أصبحوا رواداً في عالم المرئي مثل «فيروز» و«الأخوين رحباني» و«سميرة توفيق» و«نجيب حنكش» و«منير معاصري» و«نضال الأشقر» و«انطوان كرباج» و«رضا كبريت» و«مادونا غازي» و«ماجدة الرومي» و«راغب علامة» و«ديانا حداد» والكثير غيرهم.
مع انتشار المراني العربية والفضائية، خفت شعبيتة الدراما اللبنانية الا ان البرامج الاستعراضية والألعاب الفنية اللبنانية مثل سوبر ستار وبرامج الواقعية مثل ستار أكاديمي ما زالوا يجذبون ويتفاعلون مع مشاهدين من كل العالم العربي.